# Medaile za humanitární službu
Medaile za humanitární službu (anglicky: Humanitarian Service Medal) je vojenská služební medaile ozbrojených sil Spojených států amerických. Založena byla roku 1977 a udílena je za přímou účast na vojenských operacích humanitární povahy.

## Historie
Ředitelka Interagency Task Force (IATF) pro přesídlení v Indočíně Julia V. Taftová navrhla vytvoření Medaile za humanitární službu, která by byla udílena příslušníkům ozbrojených sil. Svou žádost předložila 10. listopadu 1975 prezidentu Geraldu Fordovi. Medaile měla být udílena vojákům, kteří se po válce ve Vietnamu podíleli na evakuaci vietnamských a kambodžských uprchlíků. S návrhem nesouhlasil generálporučík Harold G. Moore, podle kterého bylo udíleno příliš mnoho vyznamenání za účast než za skutečné zásluhy. Zastával názor, že kritérium konkrétního mimořádného úspěchu je důležitější než pouhá účast na misi. Naopak generálporučík John W. Vessey návrh na vytvoření všeobecné medaile, která by oceňovala účast na humanitárních misích podporoval. Souhlasný názor nakonec převážil a medaile byla založena prezidentem Geraldem Fordem výkonným nařízením č. 11965 ze dne 19. ledna 1977. Toto výkonné nařízení bylo jedním z posledních Fordových nařízení ve funkci prezidenta. Udělena může být příslušníkům ozbrojených sil Spojených států amerických (včetně rezervistů a Národní gardy), kteří se vyznamenali záslužnou účastí během specifických vojenských akcí a operací humanitární povahy.

## Pravidla udílení
Medaile je udílena jednotlivcům jako medaile za službu. O aktivitách, které mohou být vyznamenány touto medailí, rozhoduje ministerstvo obrany Spojených států amerických. Obecně tyto aktivity zahrnují operace pomáhající při živelných katastrofách, při evakuaci civilistů z nepřátelských oblastí či humanitární podporu uprchlíků. Medaile nemůže být udělena za službu při operacích během nepokojů na území USA, včetně zásahů vynucujících si dodržování práva, zásahů proti výtržnostem či při ochraně majetku. Tato medaile nemůže být udělena také v případě, že za konkrétní službu již byla jedinci udělena Medaile za službu v ozbrojených silách či Expediční medaile ozbrojených sil. Udílení medaile je možné i zpětně k datu 2. dubna 1975.
Ministerstvo armády Spojených států amerických udílí Civilní cenu za humanitární službu, která je udílena civilním zaměstnancům armády i dalším civilistům, a to jak občanům USA tak cizím státním příslušníkům. Tato medaile je udílena podle podobných kritérií jako Medaile za humanitární službu.

## Vzhled
Medaile má kulatý tvar o průměru 32 mm. Na přední straně je vyobrazena pravá ruka s dlaní otočenou vzhůru. Ta je symbolem rozdávání a poskytnutí pomoci. Na zadní straně je v horní části nápis FOR HUMANITARIAN SERVICE. Pod nápisem je položena dubová větvička se třemi listy a třemi žaludy. Ve spodní části je při okraji v půlkruhu nápis UNITED STATES ARMED FORCES.
Stuha sestává z pruhu černé barvy uprostřed. Po obou stranách tohoto pruhu jsou stejně široké pruhy modré barvy. Následují úzké proužky bílé barvy. Při okrajích je stuha lemována fialovými pruhy.
Další udělení medaile symbolizuje bronzová služební hvězdička umístěná na stuze medaile. Pět bronzových hvězdiček je na stuze nahrazeno stříbrnou služební hvězdičkou.